# La Boissière-des-Landes
La Boissière-des-Landes je francouzská obec v departementu Vendée v Pays de la Loire.